# アイヴォール・ポルスドッティル
アイヴォール・ポルスドッティル（フェロー語: Eivør Pálsdóttir、1983年7月21日 - ）は、フェロー諸島エストゥロイ島出身のシンガーソングライター、作曲家。ポルスドッティルは父称（ポルの娘の意）で、一般的な意味での姓（ファミリー・ネーム）ではなく、音楽活動上も主に、単に「アイヴォール」と名乗っている。

## 概要
フェロー諸島の民謡をルーツとし、迫力ある歌声とロック、ジャズ、フォーク、ポップス、ヨーロピアンクラシックなど広範囲にわたるジャンルの音楽への深い造詣を持つ。
名前はふつうファーストネームであるEivørのみで記される。フェロー語の表記ではEyðvørとなる。
楽曲はフェロー語、アイスランド語、英語で歌唱される。多くはフェロー語によるものだが、近年では英語で歌唱される曲も増えている。

## 来歴
13歳にしてフェロー諸島のテレビ番組にて自身最初のパフォーマンスを行い、同年ナショナルシンギングコンテストに優勝する。
1999年、15歳の時に学校を中退しプロのミュージシャンとして生きることを決意、ロックバンド『Clickhaze』、並びにジャズカルテット『Ivory』に加入する。
両バンド活動の合間にフェロー諸島の伝統的な音楽や物語を学び、翌2000年、1stソロアルバム「Eivør Pálsdóttir」をリリース。
2001年、バンドClickhazeでフェロー諸島のバンドコンテスト''Prix Føroyar''で優勝。
2002年、クラシックとジャズを勉強するためフェロー諸島を離れアイスランドのレイキャビークへ移住。同時にクリスチャン・ブラク率いるエスニック・ワールド・ジャズグループ『Yggdrasil』へ加入、同年に1stアルバムをリリースする。
また同年夏には、Clickhazeでアルバムをリリースしツアーを敢行。フェロー諸島、スウェーデン、デンマーク、アイスランド、グリーンランドで公演を行う。
Eivor.com
2003年には2ndソロアルバム「Krákan」をリリース。同アルバムはアイスランド・ミュージックアワードにて三部門でノミネートされ、アイヴォールは通常アイスランドのミュージシャンにしか送られないという"ベストシンガー＆ベストパフォーマー賞"を受賞した。
2004年に開催されたコンサートでは、フェロー諸島交響楽団の伴奏でクリスチャン・ブラクのオペラ『Firra』を歌唱した。
同年、プロデューサーにカナダ人のBill Bourneを迎え3rdソロアルバム「eivør」をリリース。このアルバムのセールスにより、アイヴォールはビョークと並んで、自身二度目となるアイスランド・ミュージックアワードへのノミネートを果たした。
9月、「その楽曲でフェロー諸島の知名度を決定的なものへ向上させた」として、同年に新設されたフェロー・オブ・ザ・イヤー2004に選出される。
2005年3月にリリースされたDR放送交響楽団のビッグバンド創設40周年アルバム「Trøllabundin」に参加。すべての楽曲がアイヴォールのために書き下ろされている。
また同年、演劇「Úlfhamssaga」の楽曲構成・演奏を担当し、アイスランド・シアターアワードにてベストミュージックスコア賞を受賞する。
2006年にデンマークのコペンハーゲンに移住すると、直ちに現地のフォークシーンにおいて重要な位置に就くようになり、その年のデンマーク・ミュージックアワードで6つの賞と賞金を授与される。
2007年には、5thソロアルバムとして英語盤の「Human Child」とフェロー語盤の「Mannabarn」を同時にリリースした。この2枚通算のセールスは、アイスランドとフェロー諸島でいずれもトップ5にチャートインしている。
2008年、活動の拠点を故郷であるフェロー諸島のゴータに移す。
2009年、アルバム制作を続けながらも海外でのライブ活動を精力的に行う。この年に日本でも単独公演を果たしている。
2010年、6thソロアルバム「Larva」をリリース。
2012年、フェロー人作曲家のTróndur Bogasonと結婚。共同で制作した、通算7枚目となるアルバム「Room」をリリース。これによりプラネット・アワーズ（フェロー・ミュージックアワーズ）で"ベスト女性シンガー賞"、及び"ベストアーティスト賞"、"ベストアルバム・オブ・ザ・イヤー賞"を受賞した。

## ディスコグラフィ

### アルバム
- Eivør Pálsdóttir  (2000)
- Clickhaze EP (2002、Clickhaze名義)
- Yggdrasil (2002)
- Krákan (2003)
- Eivør (2004)
- Trøllabundin (2005、DRビッグバンドとの共作)
- Human Child (2007)
- Mannabarn (2007、Human Childのフェロー語盤)
- Eivör Live
- Undo your mind EP (2010)
- Larva (2010)
- Room (2012)
- The Color of Dark (with Ginman) (2014)
- Bridges (2015)
- Slør (2015)
- Segl (2020)
- Enn (2024)

### シングル
- Undo Your Mind (2010)
- Dansaðu vindur (2013)